# Montijo
Montijo é uma cidade portuguesa pertencente ao distrito de Setúbal e à Área Metropolitana de Lisboa, com 41 411 habitantes (2021). Até 1930, e apesar do seu estatuto de vila, denominava-se Aldeia Galega do Ribatejo ou, simplesmente, Aldeia Galega ou Aldegalega, passando deste então a ter o seu nome atual, «que melhor condiz com as suas tradições históricas».
É sede do Município do Montijo com 348,62 km² de área e 55 689 habitantes (2021), subdividido em cinco freguesias. É um dos poucos municípios de Portugal territorialmente descontínuos, sendo aquele que o é de forma mais evidente. A porção principal, onde se situa a cidade sede do município, é a mais pequena (56,3 km²) e é limitada a norte e a leste pelo município de Alcochete, a sudeste por Palmela, a sul pela Moita e a oeste pelo estuário do Tejo. A porção secundária, cerca de 15 km a leste, é limitada a norte por Coruche, a leste por Montemor-o-Novo e Vendas Novas, a sul e sudoeste por Palmela e a noroeste por Benavente.
A Ponte Vasco da Gama, inaugurada em março de 1998, e o transporte fluvial Transtejo, asseguram a ligação entre Montijo e Lisboa. Montijo celebra a 29 de junho as Festas Populares de São Pedro, padroeiro das gentes do mar, e é conhecida por terra de touradas, boa comida e fados.

## História
Montijo tem a sua história intimamente ligada ao rio Tejo, pois grande parte da sua área geográfica é delimitada pelo mesmo. A presença humana fez-se sentir naquela região desde muito cedo (pelo menos desde o Paleolítico, segundo vestígios arqueológicos encontrados), devido, muito provavelmente, às excelentes condições naturais.
Nos alvores da nacionalidade (século XII), os coutos e herdades que existiam na atual área do concelho de Montijo foram doados por D. Sancho I, em 1186, aos Cavaleiros da Ordem de Santiago. Mais tarde, por aqui passaria D. Paio Peres Correia, Mestre daquela Ordem.
O núcleo populacional, habitado principalmente por pescadores e salineiros, muitos deles vindos das Rías Galegas e do litoral norte de Portugal (fruto do processo de repovoamento decorrente da reconquista cristã), começou a desenvolver-se desde que, na menoridade de D. Afonso V, o regente D. Pedro e o Mestre da Ordem de Santiago, o infante D. João, ambos tios do monarca, mandaram desassorear o esteiro de Alhos Vedros, construindo para o efeito uma estacada.
Em 1385, D. João I confirma os privilégios dados por D. Sancho. Mais tarde, em 1445, por carta régia de D. Afonso V, os coutos e terras de Aldeia Gallega são afetos ao património da rainha D. Isabel de Avis.
No primeiro quartel do século XIV, os agricultores e fazendeiros de Aldeia Gallega, sob a proteção da Ordem de Santiago, erguem a Ermida de São Sebastião, que terá sido matriz da localidade até à construção da Igreja do Divino Espírito Santo, no século XVI.
Em março de 1498 D. Manuel I parte para Toledo a fim de ser jurado príncipe herdeiro de Castela e Leão, ao passar por Aldeia Gallega e ouvir as suas gentes, ordena a construção de um poço público junto à velha Albergaria, onde funcionava o Hospital da Caridade.
O mesmo rei D. Manuel outorgou foral à vila a 15 de setembro de 1514, desanexando-a da antiga freguesia de Santa Maria de Sabonha. No ano seguinte, a 17 de janeiro de 1515, renovou o foral, num diploma único para as duas vilas de Aldeia Gallega do Ribatejo e Alcochete.
Em 1520 é fundada a Santa Casa da Misericórdia de Aldeia Gallega do Ribatejo e, em 1571, por carta régia de D. Sebastião,  é construída a Igreja da Misericórdia (classificada em 2009 como Imóvel de Interesse Público pelo IPPAR)
O correio-mor, D. Luís Afonso, fez de Aldeia Gallega do Ribatejo, em 1533, a sede da Posta nas comunicações com o Sul de Portugal, e iniciam-se os trabalhos de melhoramentos e arranjos da Estrada Real (atual Estrada Nacional 4) que liga Lisboa a Badajoz, tornando a povoação ponto de passagem obrigatória para quem se dirigia à capital do Reino ou dela provinha. Desta forma a vila conheceu grande desenvolvimento e abastança, em particular durante a dinastia filipina, dado o crescente tráfego entre Lisboa, Toledo, Madrid e restante Espanha. Também do período filipino é a aprovação da Irmandade de Nossa Senhora da Conceição, em 1608, constituída por mareantes; bem como obras e melhoramentos na Igreja Matriz e na Vila.
Foi na então Aldeia Gallega do Ribatejo que o duque de Bragança, aclamado rei em Lisboa como D. João IV, em virtude do êxito da revolução de 1 de Dezembro de 1640, ao dirigir-se de Vila Viçosa para Lisboa, reuniu o primeiro Conselho Régio de que saíram nomeados os seus ministros e a constituição do Conselho de Guerra Permanente, bem como expedidas as primeiras ordens para as fronteiras do reino. Neste Conselho Régio, que se realizou no Palácio dos Condes de São Miguel, estiveram presentes D. Francisco de Melo, marquês de Ferreira; D. Francisco Álvares Botelho, Conde de São Miguel; Jorge de Melo, General das galés; D. Pedro de Mendonça Furtado, alcaide-mor de Mourão e "muitos fidalgos e clérigos idos de Lisboa".
Em outubro de 1843 Aldeia Gallega recebeu, com pompa e circunstância, os reis D. Maria II e D. Fernando, o infante D. Luís, Duque do Porto, o Presidente do Conselho de Ministros Duque da Terceira e restante comitiva. Do programa oficial destaca-se a receção no Cais das Faluas onde foi erguido um arco triunfal em madeira; o Te Deum celebrado na Igreja Matriz e as cerimónias protocolares nas quais foram entregues a D. Maria II, por mão do Presidente do Senado Municipal, as "Chaves da Vila", tendo a rainha proferido um emocionado discurso. Após o banquete oferecido pelo Senado Municipal (que contou com a presença dos Condes de São Miguel, do proprietário agrícola João Ferreira Prego, 1º Barão de Samora Correia, e de ilustres montijenses), a família real realizou um passeio noturno pelo centro da vila piscatória, tendo pernoitado nos Paços do Concelho.
As visitas Reais e o crescimento económico e demográfico da Vila no século XIX reafirmaram a importância de Aldeia Gallega. A 25 de maio de 1879 foi inaugurado (no atual edifício dos Paços do Concelho) o novo Tribunal e Cadeia Comarcã, contando com a presença do Presidente do Conselho de Ministros, Fontes Pereira de Melo, do Ministro dos Negócios Estrangeiros, Andrade Corvo, entre outros destacados membros do Governo e da Corte.
Em 1901 é aprovada, por Decreto do Governo, a substituição da iluminação pública a petróleo pela iluminação elétrica. Contudo, por diversas dificuldades e demoras, somente a 1 de maio de 1911 é que Aldeia Gallega inaugurou a luz elétrica, com grande festa na Vila e com a presença do Ministro do Interior e do Governador Civil.
Entre 1907 e 1908 foi construído o Ramal de Aldeia Gallega, financiado exclusivamente pela autarquia sem recorrer ao Fundo Especial de Caminhos de Ferro. O Ramal de Montijo foi encerrado em 1989 sob o XI Governo Constitucional.
O associativismo esteve sempre muito presente no espírito de Aldeia Gallega e dos montijenses. Assim, em 1854 foi fundada a Sociedade Filarmónica 1º de Dezembro; em 1872 a Associação Fraternal do Montepio de Aldegalega; em 1909 a Associação Humanitária dos Bombeiros Voluntários de Aldeia Gallega; em 1913 a Sociedade Cooperativa União Piscatória Aldegalense (SCUPA); em 1914 a Banda Democrática 2 de Janeiro; em 1937 a União Mutualista de Nossa Senhora da Conceição; em 1939 o Ateneu Popular de Montijo; em 1948 a Tertúlia Tauromáquica e o Clube Desportivo de Montijo, entre tantas outras associações  e grémios.
Até 6 de junho de 1930, a sede de concelho era chamada de Aldeia Gallega do Ribatejo (ou simplesmente Aldeia Gallega), passando, a partir de então, a intitular-se Montijo, denominação assumida também pelo próprio concelho.
Ainda na década de 1930, logo no princípio da Segunda Guerra Mundial, foi instalado na península de Montijo, o Centro de Aviação Naval "Comandante Sacadura Cabral" que, a 12 de junho de 1954, foi incorporado na Força Aérea Portuguesa como Base Aérea n.º 6.
Em 1942, Montijo, então vila, beneficiou de profundas obras de "melhoramentos locais", nomeadamente com a instalação da rede pública de abastecimento de água e o melhoramento e expansão da rede de iluminação elétrica. Ao longo da década seguinte (1950) foram inaugurados o novo Palácio da Justiça (sede do Tribunal da Comarca de Montijo), a nova estação de correios, o Hospital Distrital, o Mercado Municipal, o Cine-Teatro Joaquim de Almeida, o Estabelecimento Prisional de Montijo (que vinha substituir a Cadeia Comarcã, inaugurada em 1879), a Praça de Touros Amadeu Augusto dos Santos (que substituiria a velha Praça de Touros construída em 1888), entre outros equipamentos. Inaugurou, também, dentro dos limites do concelho, a novíssima Colónia Agrícola de Pegões, aí instalada pela Junta de Colonização Interna e que viria a constituir, por desanexação de áreas pertencentes às freguesias de Canha e Marateca, a freguesia de Santo Isidro de Pegões.
Em 1985 a vila de Montijo foi elevada à categoria de cidade. Nesse mesmo ano foram criadas as freguesias de Atalaia, Pegões, Alto Estanqueiro - Jardia e, em 1989, a freguesia de Afonsoeiro.
Em 2002 foi inaugurado o novo Terminal Fluvial do Seixalinho, a mais de 2 km da cidade, assegurando a continuidade da travessia Lisboa-Montijo. A opção pela localização deste equipamento foi objeto de uma discussão polémica que ainda não está consensualizada na sociedade montijense.

## Heráldica

Brasão de Montijo

Os elementos heráldicos que compõem o brasão da cidade de Montijo, em uso desde 1930, são: o escudo de prata com um pequeno monte de verde, realçado de negro, movente dos flancos e assente num contra-chefe de cinco faixetas ondadas de prata e azul; em chefe, Cruz de Santiago de vermelho, acompanhada de dois lemes de negro com ferragens de ouro adossados, o da dextra posto em banda e o da sinistra em barra de dois molhos de espigas de trigo de ouro, folhadas de verde e atadas de vermelho. Coroa mural de cinco Torres de prata. Listel branco, com letras a negro “Cidade de Montijo”.
Bandeira gironada de amarelo e verde, cordão e borlas de ouro e verde. Haste e lança de ouro.

## Evolução da população do município
★ Os Recenseamentos Gerais da população portuguesa, regendo-se pelas orientações do Congresso Internacional de Estatística de Bruxelas de 1853, tiveram lugar a partir de 1864, encontrando-se disponíveis para consulta no site do Instituto Nacional de Estatística (INE).
| Número de habitantes *                   | Número de habitantes * | Número de habitantes * | Número de habitantes * | Número de habitantes * | Número de habitantes * | Número de habitantes * | Número de habitantes * | Número de habitantes * | Número de habitantes * | Número de habitantes * | Número de habitantes * | Número de habitantes * | Número de habitantes * | Número de habitantes * | Número de habitantes * |
| ---------------------------------------- | ---------------------- | ---------------------- | ---------------------- | ---------------------- | ---------------------- | ---------------------- | ---------------------- | ---------------------- | ---------------------- | ---------------------- | ---------------------- | ---------------------- | ---------------------- | ---------------------- | ---------------------- |
| 1864                                     | 1878                   | 1890                   | 1900                   | 1911                   | 1920                   | 1930                   | 1940                   | 1950                   | 1960                   | 1970                   | 1981                   | 1991                   | 2001                   | 2011                   | 2021                   |
| 6 325                                    | 7 342                  | 9 094                  | 10 504                 | 11 105                 | 12 466                 | 14 832                 | 17 688                 | 25 887                 | 30 217                 | 42 180                 | 36 849                 | 36 038                 | 39 168                 | 51 222                 | 55 682                 |
| Número de habitantes por grupo etário ** |                        |                        |                        |                        |                        |                        |                        |                        |                        |                        |                        |                        |                        |                        |                        |
|                                          |                        |                        | 1900                   | 1911                   | 1920                   | 1930                   | 1940                   | 1950                   | 1960                   | 1970                   | 1981                   | 1991                   | 2001                   | 2011                   | 2021                   |
| 0-14 Anos                                | 0-14 Anos              | 0-14 Anos              | 3 450                  | 3 774                  | 3 676                  | 4 559                  | 5 332                  | 6 907                  | 7 400                  | 8 465                  | 8 534                  | 6 451                  | 5 879                  | 8 506                  | 9 013                  |
| 15-24 Anos                               | 15-24 Anos             | 15-24 Anos             | 2 078                  | 2 052                  | 2 443                  | 2 925                  | 3 153                  | 5 028                  | 5 047                  | 6 290                  | 5 243                  | 5 486                  | 5 104                  | 4 993                  | 5 810                  |
| 25-64 Anos                               | 25-64 Anos             | 25-64 Anos             | 4 603                  | 4 843                  | 5 656                  | 6 560                  | 8 120                  | 12 442                 | 15 918                 | 24 635                 | 19 147                 | 19 101                 | 21 393                 | 29 154                 | 30 414                 |
| = ou > 65 Anos                           | = ou > 65 Anos         | = ou > 65 Anos         | 416                    | 444                    | 658                    | 772                    | 924                    | 1 375                  | 1 852                  | 2 790                  | 3 925                  | 5 000                  | 6 792                  | 8 569                  | 10 445                 |

- Número de habitantes "residentes", ou seja, que tinham a residência oficial neste município à data em que os censos  se realizaram.
  - De 1900 a 1950 os dados referem-se à população "de facto", ou seja, que estava presente no município à data em que os censos se realizaram. Daí que se registem algumas diferenças relativamente à designada população residente

## Freguesias

Freguesias do município de Montijo

O município de Montijo está dividido em 5 freguesias:
- Atalaia e Alto Estanqueiro-Jardia
- Canha *
- Montijo e Afonsoeiro
- União das Freguesias de Pegões*
- Sarilhos Grandes

* Freguesias situadas no exclave.

### Descontinuidade territorial
O concelho de Montijo é um dos municípios de Portugal territorialmente descontínuos, estando geograficamente dividido em duas partes:
- Parte ocidental – constituída até 2013 pelas seguintes freguesias: Montijo, Afonsoeiro, Atalaia, Sarilhos Grandes e Alto Estanqueiro - Jardia, com uma área aproximada de 56,3 km². A partir de 2013 as freguesias de Montijo e Afonsoeiro foram juntas por agregação passando a denominar-se União das freguesias de Montijo e Afonsoeiro e foram igualmente juntas por agregação as freguesias de Atalaia e Alto Estanqueiro Jardia passando a denominar-se União das freguesias de Atalaia e Alto Estanqueiro-Jardia ;
- Parte oriental – constituída até 2013 pelas seguintes freguesias: Santo Isidro de Pegões, Canha e Pegões, com uma área aproximada de 291,7 km².A partir de 2013 as freguesias de Santo Isidro de Pegões e de Pegões foram juntas por agregação passando a denominar-se União das freguesias de Pegões.

A parte ocidental é formada basicamente pelo território do antigo concelho de Aldeia Gallega do Ribatejo, ao qual foi concedido foral em 1514 por D. Manuel I. A Parte Este formou-se a partir do território do antigo concelho de Canha, extinto pela primeira vez a 6 de Novembro de 1836, altura em que foi integrado no concelho de Montemor-o-Novo. A 2 de Janeiro de 1838 o concelho de Canha volta a ser de novo restabelecido para, no entanto, ser definitivamente extinto no dia 17 de Abril do mesmo ano e integrar o concelho de Aldeia Gallega do Ribatejo.
A nordeste da freguesia de Montijo encontra-se o concelho de Alcochete e a sudoeste o concelho da Moita, os quais historicamente já fizeram parte do concelho da então Aldeia Gallega do Ribatejo. Este facto deveu-se à vitória das forças liberais sobre as forças miguelistas que, em 1834, acabaram com centenas de antigos municípios existentes no país.

## Administração municipal

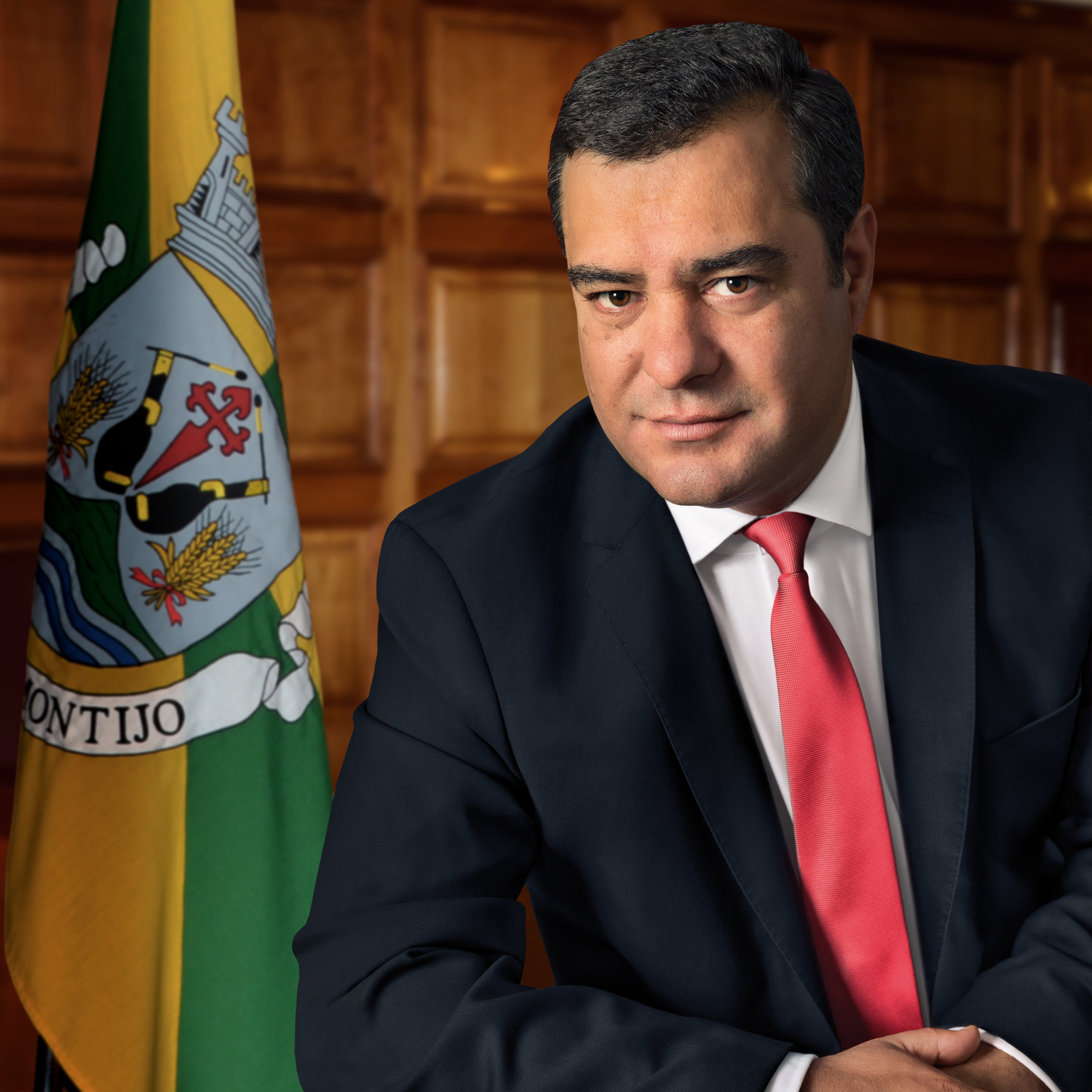
Nuno Canta, Presidente da Câmara entre 2013 e 2024

O município de Montijo é administrado por uma Câmara Municipal composta por 7 vereadores (3 mandatos pelo PS, 2 mandatos PSD/CDS/A e 2 da CDU). O cargo de Presidente da Câmara é atualmente ocupado por Maria Clara Oliveira Silva, funcionária da Câmara Municipal do Montijo, que assumiu a presidência em junho de 2024, após a renúncia ao mandato de Nuno Ribeiro Canta, que havia sido reeleito nas eleições autárquicas de 2021 pelo Partido Socialista.
Presidentes da Câmara Municipal de Aldeia Galega/Montijo:
- Domingos Tavares, do Partido Regenerador (1878 - 1892 e 1896 - 1905)
- Manuel Ferreira Giraldes, do Partido Republicano (1908 - 1913)
- Carlos Hydalgo Gomes de Loureiro, da União Nacional (1929 - 1932)
- António Joaquim Marques, da União Nacional (1937 - 1945)
- Francisco da Luz Clara Júnior, da União Nacional (1945 - 1949)
- António João Serra Júnior, da União Nacional (1949 - 1951)
- Cristiano Victor Leite da Cruz, da União Nacional (1951 - 1951)
- José da Silva Leite, da União Nacional (1951 - 1960)
- Francisco Gouveia dos Santos, da União Nacional (1960 - 1963)
- António João Serra Júnior, da União Nacional (1963 - 1967)
- Francisco António Faria, da União Nacional (1968 - 1971)
- José Maria de Barros Martins, da Acção Nacional Popular (1972 - 1974)
- Joaquim Carreira Tapadinhas, gestão autáquica até à realização de eleições (1974 - 1975)
- António Luís Broega da Silva, Independente (1975 - 1976)
- Carlos Manuel Iça da Silva, do PCP (1976 - 1976)
- João Joaquim Primo Jaleco, do PS (1977 - 1979)
- Acácio Soeiro Dores, do PCP (1980 - 1982)
- Sérgio Ferreira Pinto, do PCP (1983 - 1985)
- João Joaquim Primo Jaleco, do PS (1986 - 1990)
- José Rocha Barbosa Caria, do PCP (1990 - 1990)
- Jacinta Maria Ricardo, do PCP (1990 - 1993)
- Jacinta Maria Ricardo, do PCP (1993 - 1997)
- Maria Amélia Macedo Antunes, do PS (1997 - 2001)
- Maria Amélia Macedo Antunes, do PS (2001 - 2005)
- Maria Amélia Macedo Antunes, do PS ( 2005 - 2009)
- Maria Amélia Macedo Antunes, do PS (2009 - 2013)
- Nuno Miguel Caramujo Ribeiro Canta, do PS (2013 - 2017)
- Nuno Miguel Caramujo Ribeiro Canta, do PS (2017 - 2021)
- Nuno Miguel Caramujo Ribeiro Canta, do PS (2021 - 2024)
- Maria Clara Oliveira Silva, do PS (2024 - presente)[1]

### Eleições autárquicas[24]
| Data | %     | V     | %            | V            | %       | V       | %         | V         | %       | V        | %              | V      | %              | V       | %              | V       | %              | V   | %    | V  | %              | V  | %    | V   | %       | V       | %    | V    | %              | V        | %   | V   | Participação |                |
| Data | PS    | PS    | FEPU/APU/CDU | FEPU/APU/CDU | PPD/PSD | PPD/PSD | PCTP/MRPP | PCTP/MRPP | MDP/CDE | MDP/CDE  | UDP/BE         | UDP/BE | CDS-PP         | CDS-PP  | PSD-CDS        | PSD-CDS | PAN            | PAN | CH   | CH | IL             | IL | PPM  | PPM | A       | A       | GDUP | GDUP | PCP (ml)       | PCP (ml) | PTP | PTP | Participação |                |
| ---- | ----- | ----- | ------------ | ------------ | ------- | ------- | --------- | --------- | ------- | -------- | -------------- | ------ | -------------- | ------- | -------------- | ------- | -------------- | --- | ---- | -- | -------------- | -- | ---- | --- | ------- | ------- | ---- | ---- | -------------- | -------- | --- | --- | ------------ | -------------- |
| Data | 1976  | 37,76 | 3            | 37,57        | 3       | 12,97   | 1         | 2,03      | -       | FEPU/APU | FEPU/APU       |        |                |         |                |         |                |     |      |    |                |    |      |     |         |         |      | 4,07 | -              | 2,03     | -   |     |              | 62,32 / 100,00 |
| 1979 | 31,35 | 2     | 43,48        | 4            | 21,35   | 1       | 0,87      | -         | 1,62    | FEPU/APU | FEPU/APU       | -      |                |         |                |         | 74,21 / 100,00 |     |      |    |                |    |      |     |         |         |      |      |                |          |     |     |              |                |
| 1982 | 32,67 | 2     | 44,63        | 4            | 15,77   | 1       | 0,60      | -         | 0,94    | FEPU/APU | FEPU/APU       | -      | 2,91           | -       | 71,13 / 100,00 |         |                |     |      |    |                |    |      |     |         |         |      |      |                |          |     |     |              |                |
| 1985 | 48,70 | 4     | 46,60        | 3            |         |         | 0,85      | -         | 1,34    | FEPU/APU | FEPU/APU       | -      |                |         | 63,79 / 100,00 |         |                |     |      |    |                |    |      |     |         |         |      |      |                |          |     |     |              |                |
| 1989 | 23,29 | 2     | 35,88        | 3            | 29,17   | 2       |           |           | 7,76    | -        |                |        | 54,19 / 100,00 |         |                |         |                |     |      |    |                |    |      |     |         |         |      |      |                |          |     |     |              |                |
| 1993 | 23,60 | 2     | 37,61        | 3            | 31,15   | 2       |           |           | 3,77    | -        | 55,38 / 100,00 |        |                |         |                |         |                |     |      |    |                |    |      |     |         |         |      |      |                |          |     |     |              |                |
| 1997 | 45,30 | 4     | 31,21        | 2            | 15,66   | 1       | 1,18      | -         | 0,90    | -        | 1,92           | -      | 51,09 / 100,00 |         |                |         |                |     |      |    |                |    |      |     |         |         |      |      |                |          |     |     |              |                |
| 2001 | 53,38 | 5     | 19,14        | 1            | 18,15   | 1       | 1,62      | -         | BE      | BE       | 1,27           | -      | 2,87           | -       | 50,64 / 100,00 |         |                |     |      |    |                |    |      |     |         |         |      |      |                |          |     |     |              |                |
| 2005 | 42,15 | 4     | 19,89        | 1            | 25,75   | 2       | 1,06      | -         | BE      | BE       | 4,27           | -      | 1,50           | -       | 47,07 / 100,00 |         |                |     |      |    |                |    |      |     |         |         |      |      |                |          |     |     |              |                |
| 2009 | 48,74 | 4     | 15,85        | 1            | CDS-PP  | CDS-PP  | 1,76      | -         | BE      | BE       | 4,78           | -      | PPD/PSD        | PPD/PSD | 25,65          | 2       | 48,28 / 100,00 |     |      |    |                |    |      |     |         |         |      |      |                |          |     |     |              |                |
| 2013 | 28,59 | 3     | 26,02        | 2            | 25,22   | 2       | 2,58      | -         | BE      | BE       | 6,56           | -      | 2,90           | -       |                |         | 40,00 / 100,00 |     |      |    |                |    |      |     |         |         |      |      |                |          |     |     |              |                |
| 2017 | 45,42 | 4     | 20,11        | 2            | CDS-PP  | CDS-PP  | 1,64      | -         | BE      | BE       | 5,08           | -      | PPD/PSD        | PPD/PSD | 19,44          | 1       | 2,43           | -   | 1,40 | -  | 44,24 / 100,00 |    |      |     |         |         |      |      |                |          |     |     |              |                |
| 2021 | 29,49 | 3     | 19,40        | 2            | CDS-PP  | CDS-PP  |           |           | BE      | BE       | 4,14           | -      | PPD/PSD        | PPD/PSD | 27,74          | 2       | 3,17           | -   | 6,60 | -  | 4,36           | -  | 1,01 | -   | PSD-CDS | PSD-CDS |      |      | 45,64 / 100,00 |          |     |     |              |                |

### Eleições legislativas
| Data | %    | %     | %     | %     | %     | %        | %     | %     | %     | %     | %    | %   | %       | % | %  | %  |  |
| Data | PCP  | PS    | PSD   | CDS   | UDP   | APU/ CDU | AD    | FRS   | PRD   | PSN   | BE   | PAN | PSD CDS | L | CH | IL |  |
| ---- | ---- | ----- | ----- | ----- | ----- | -------- | ----- | ----- | ----- | ----- | ---- | --- | ------- | - | -- | -- |  |
| Data | 1976 | 38,70 | 34,55 | 9,21  | 5,94  | 2,31     |       |       |       |       |      |     |         |   |    |    |  |
| 1979 | APU  | 24,00 | AD    | AD    | 3,23  | 41,25    | 25,48 |       |       |       |      |     |         |   |    |    |  |
| 1980 | APU  | FRS   | AD    | AD    | 2,08  | 37,89    | 27,38 | 25,74 |       |       |      |     |         |   |    |    |  |
| 1983 | APU  | 33,70 | 15,24 | 5,07  | 1,33  | 39,95    |       |       |       |       |      |     |         |   |    |    |  |
| 1985 | APU  | 18,99 | 19,59 | 3,14  | 1,73  | 32,73    | 19,59 |       |       |       |      |     |         |   |    |    |  |
| 1987 | CDU  | 18,96 | 38,45 | 2,17  | 1,03  | 26,46    | 7,79  |       |       |       |      |     |         |   |    |    |  |
| 1991 | CDU  | 26,56 | 42,12 | 2,96  |       | 19,39    | 0,98  | 1,55  |       |       |      |     |         |   |    |    |  |
| 1995 | CDU  | 43,69 | 23,32 | 8,29  | 0,86  | 18,41    |       | 0,14  |       |       |      |     |         |   |    |    |  |
| 1999 | CDU  | 46,14 | 21,42 | 6,75  |       | 18,67    | 0,17  | 2,51  |       |       |      |     |         |   |    |    |  |
| 2002 | CDU  | 41,39 | 29,81 | 7,17  | 14,06 |          | 3,53  |       |       |       |      |     |         |   |    |    |  |
| 2005 | CDU  | 46,82 | 19,26 | 5,32  | 14,19 | 8,93     |       |       |       |       |      |     |         |   |    |    |  |
| 2009 | CDU  | 35,15 | 19,77 | 9,99  | 14,23 | 14,06    |       |       |       |       |      |     |         |   |    |    |  |
| 2011 | CDU  | 25,59 | 30,40 | 13,53 | 14,02 | 6,96     | 1,42  |       |       |       |      |     |         |   |    |    |  |
| 2015 | CDU  | 34,07 | CDS   | PSD   | 13,41 | 13,09    | 1,80  | 27,84 | 1,10  |       |      |     |         |   |    |    |  |
| 2019 | CDU  | 38,68 | 17,98 | 3,90  | 10,42 | 11,37    | 4,35  |       | 1,29  | 2,64  | 1,47 |     |         |   |    |    |  |
| 2022 | CDU  | 41,60 | 20,63 | 1,47  | 6,16  | 5,08     | 2,09  | 1,34  | 11,41 | 6,88  |      |     |         |   |    |    |  |
| 2024 | CDU  | 26,95 | AD    | AD    | 4,40  | 20,79    | 5,33  | 2,32  | 3,67  | 24,80 | 6,50 |     |         |   |    |    |  |

## Património

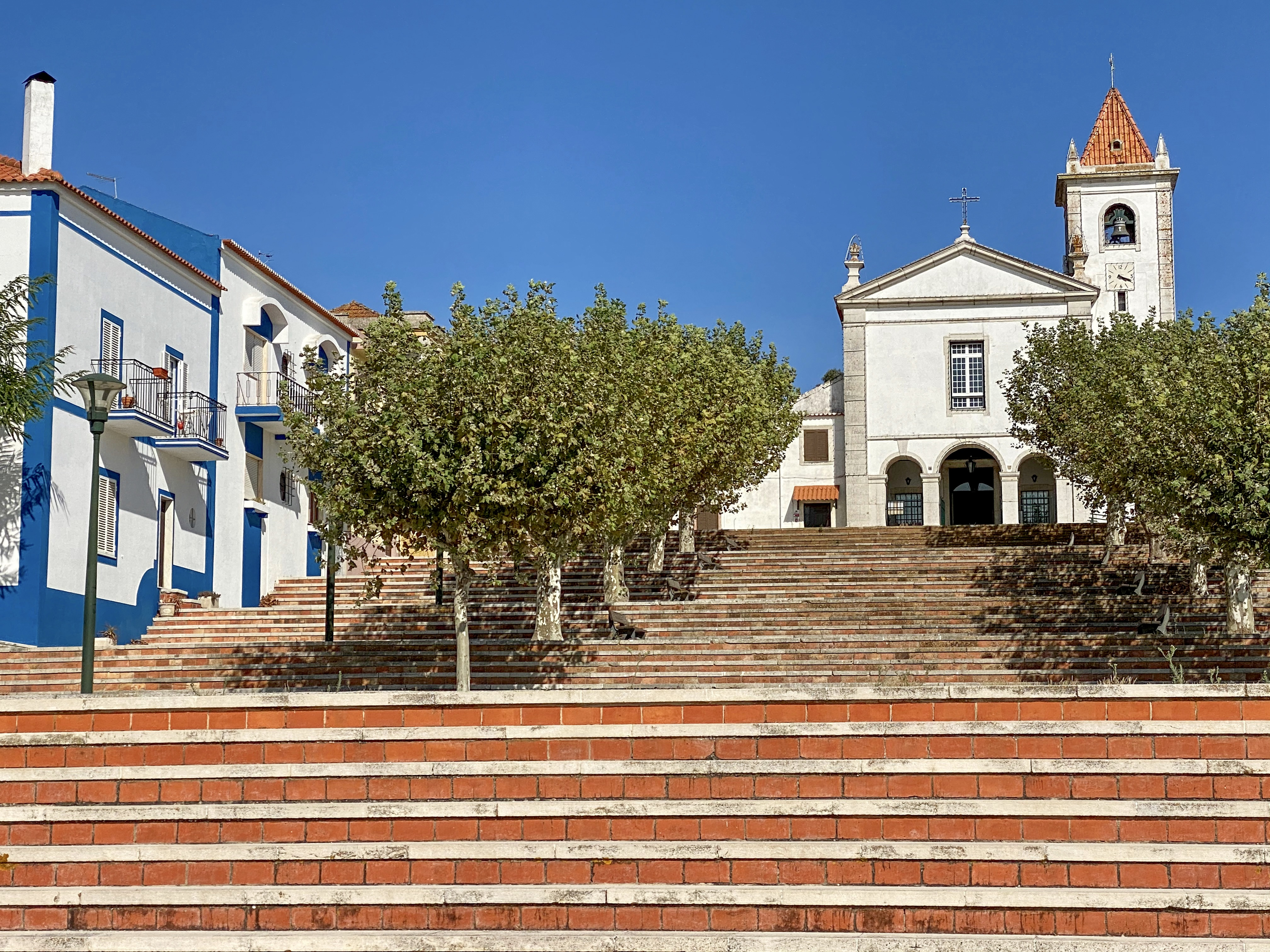
Santuário de Nossa Senhora da Atalaia, um importante centro de romaria cristã-católica do Montijo

- Santuário de Nossa Senhora da Atalaia
- Igreja Paroquial de Nossa Senhora da Oliveira (ou Igreja Paroquial de São Sebastião de Canha)
- Igreja Matriz do Montijo (ou Igreja do Divino Espírito Santo)
- Igreja Paroquial de Sarilhos Grandes
- Moinho de Maré do Cais
- Fontanário de Pegões
- Cruzeiro-Mor do Santuário da Atalaia

## Cultura
- Cinema - Teatro Joaquim de Almeida (Também existe outro cinema de propriedade da NOS)
- Museu Municipal de Montijo - Casa Mora
- Galeria Municipal
- Museu do Pescador (Montijo)
- Museu Agrícola a Atalaia (Atalaia)
- Museu Etnográfico (Canha)
- Moinho de Maré do Cais de Montijo

## Educação

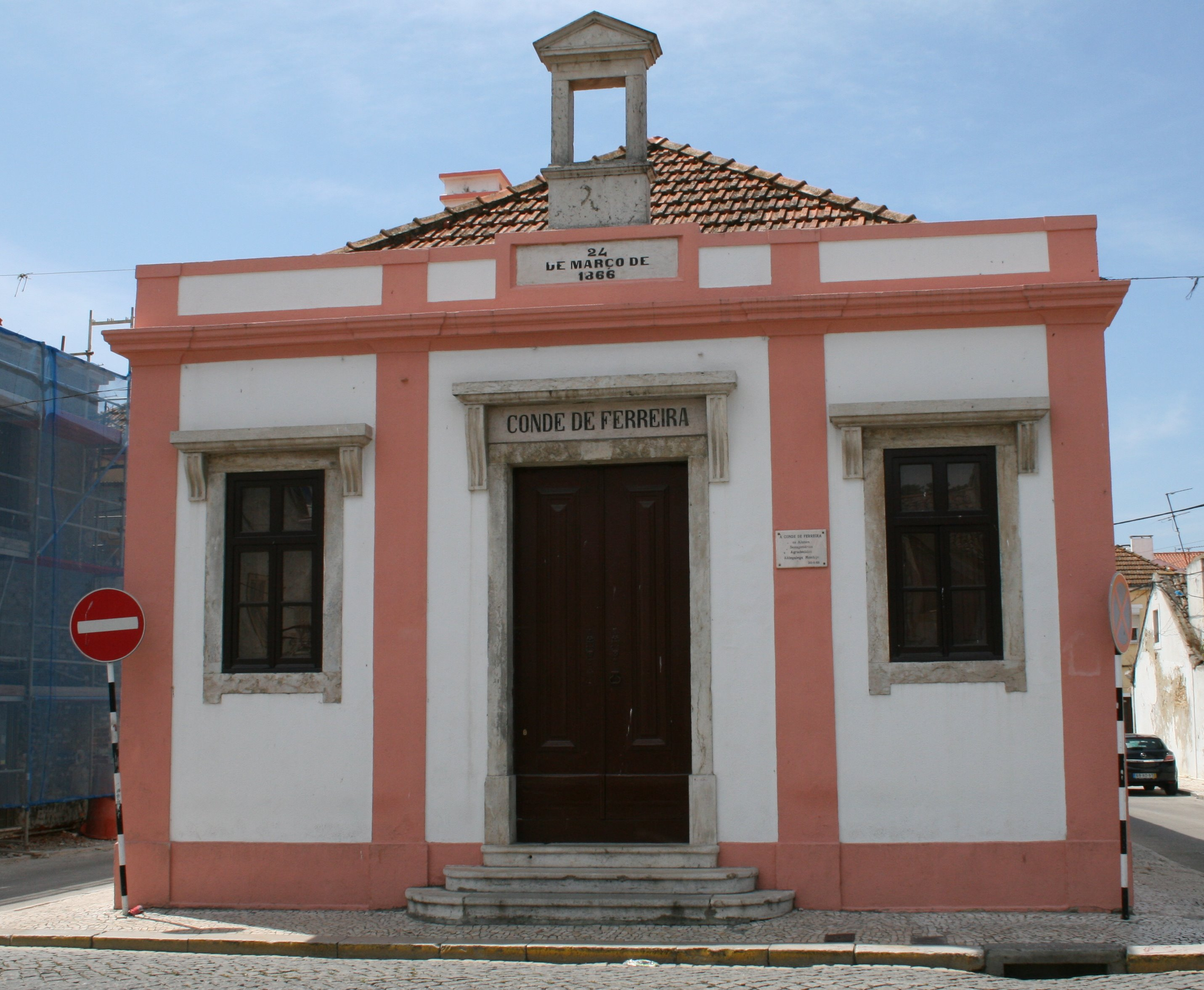
Escola Conde de Ferreira, Avenida dos Pescadores

- Escola EB1/Jardim de Infância de Montijo
- Escola EB1/Jardim de Infância do Afonsoeiro
- Escola EB1/Jardim de Infância do Bairro do Areias
- Escola EB1/Jardim de Infância do Bairro da Caneira
- Escola EB1/Jardim de Infância do Bairro da Liberdade
- Escola EB1 n.2
- Escola EB1 n.3
- Escola EB1 n.4
- Escola EB2 D. Pedro Varela
- Escola Integrada do Esteval Areias
- Escola Profissional de Montijo
- Escola Secundária Jorge Peixinho
- Escola Secundária Poeta Joaquim Serra
- CERCIMA

## Associativismo
- Agrupamento 72 - Corpo Nacional de Escutas
- AMUT - Academia Musical União e Trabalho
- Associação dos Escoteiros de Portugal - Grupo 123
- Associação Humanitária dos Bombeiros Voluntários de Montijo
- Ateneu Popular de Montijo
- Banda Democrática 2 de Janeiro
- Círio de Aldegalega
- Círio dos Olhos de Água
- Clube Atlético do Montijo
- Clube Desportivo Montijo
- Futebol Clube Areias
- Futebol Clube Estrela Afonsoeirense
- Grupo de Forcados Amadores de Montijo
- Musical Clube Alfredo Keil
- Santa Casa da Misericórdia de Montijo
- Sociedade do Círio Novo da Atalaia
- Sociedade Cooperativa União Piscatória Aldegalense (SCUPA)
- Sociedade Filarmónica 1.º de Dezembro
- Sociedade Recreativa Atalaiense
- Tertúlia Tauromáquica de Montijo
- União Mutualista de Nossa Senhora da Conceição

## Geminações
Montijo tem protocolos internacionais de amizade e cooperação com:
- Badajoz, Espanha.
- Santa Catarina, Cabo Verde.[27]

## Montijenses
- António Mourão
- Bruno Ambrósio
- Diogo Botelho
- Dulce Pontes
- Fernanda Fragateiro
- Fernanda Seno
- Francisco Botelho
- Jorge Peixinho
- José Fialho Gouveia
- Marquês de Soidos
- Nuno Álvares Botelho
- Paulo Futre
- Paulo Vintém
- Pedro Marques
- Pedro Miguel Rodrigues Gomes Ventura
- Ricardo Alexandre Martins Soares Pereira

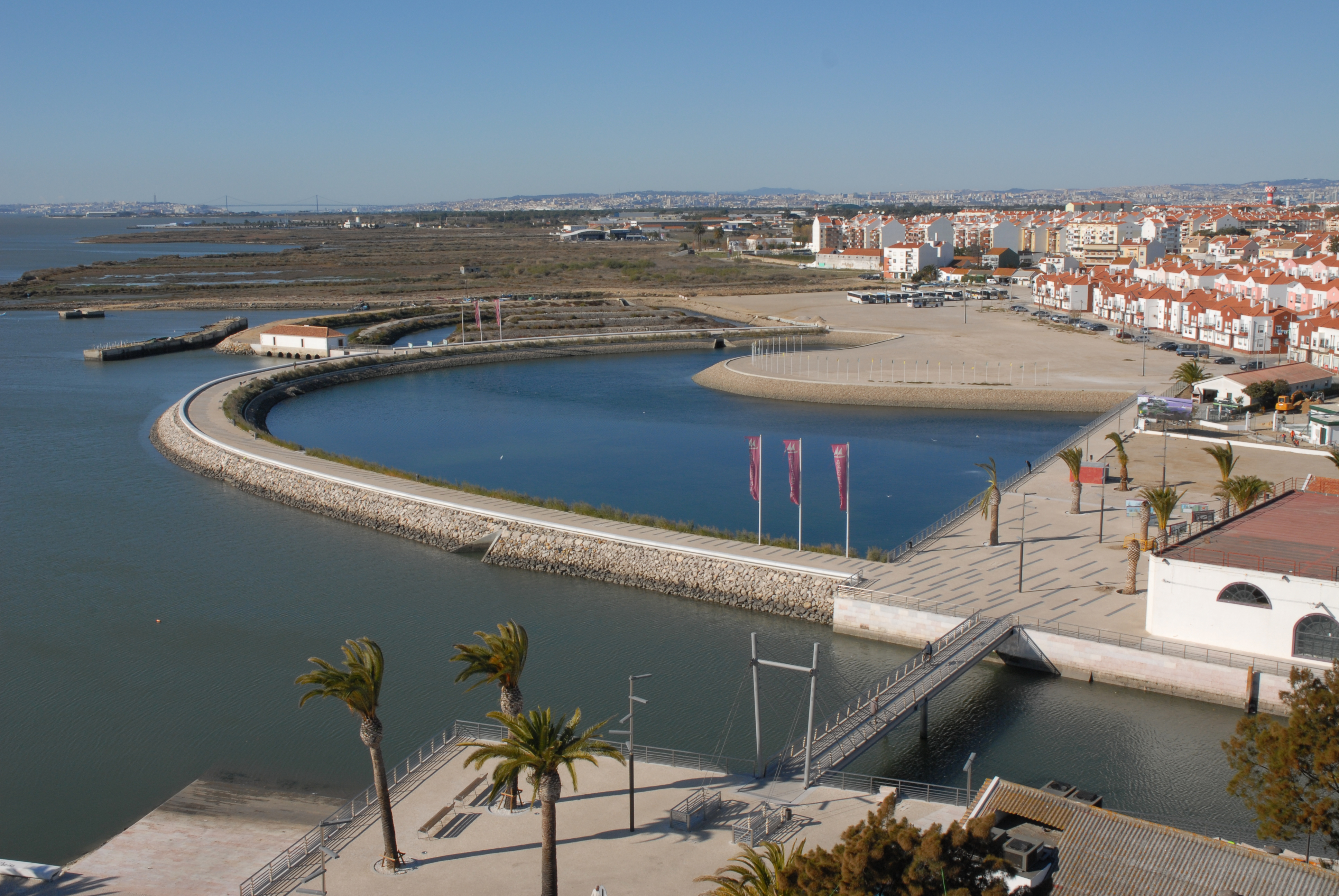
Frente ribeirinha do Montijo